# Марія Анжеліка
Марія Анжеліка (порт. Maria Angélica, 10 січня 1966) — бразильська баскетболістка.
Срібна призерка Олімпійських Ігор 1996 року.